# Kingdoniaceae
Kingdoniaceae es una familia de fanerógamas que ha sido reconocida por relativamente pocos taxónomos.
El sistema APG II, de 2003 (sin cambios con el sistema APG, de 1998), no la reconoce como familia, pero permite la opción de segregarla. Su lugar se sitúa en el orden Ranunculales, clado eudicots. 
La familia consta de una sola especie: Kingdonia uniflora, es una planta herbácea encontrada en el oeste y el norte de China.

## Descripción
Son plantas herbáceas glabras con hojas membranosas, aovadas, de 4 a 7 mm. con pecíolo de 5 a 11 cm de longitud; las láminas foliares abaxialmente de color rosado verdosas, cordadas - orbiculares, tri lobuladas y con pequeños dientes. La inflorescencia alcanza los 7 a 12 cm de altura, con flores de 8 mm de diámetro. Los sépalos de color verde pálido. El fruto es un aquenio con semillas estrechamente elipsoides. Su número de cromosomas es de: 2n = 18.

## Distribución y hábitat
Se encuentra en los bosques a una altitud de 2700 - 3900 metros, en Gansu, Shaanxi, Sichuan y Yunnan.